# Volare (film)
Pour les articles homonymes, voir Volare (homonymie).
Pour plus de détails, voir Fiche technique et Distribution.
Volare (Tutto il mio folle amore) est un film italien réalisé par Gabriele Salvatores, sorti en 2019. Le film a été présenté à la Mostra de Venise 2019, hors compétition.

## Synopsis
Vincent, seize ans, est un adolescent adopté et autiste. Un soir, son père biologique, arrive dans la maison familiale, complètement saoul.

## Fiche technique
- Titre : Volare
- Titre original : Tutto il mio folle amore
- Réalisation : Gabriele Salvatores
- Scénario : Umberto Contarello, Sara Mosetti d'après le roman de Fulvio Ervas
- Photographie : Italo Petriccione
- Montage : Massimo Fiocchi
- Production : Niccolò Ballarati, Marco Cohen, Fabrizio Donvito, Francesco Grisi et Benedetto Habib
- Société de production : Indiana Production, Rai Cinema et Effetti Digitali Italiani
- Pays :  Italie
- Genre : Drame
- Durée : 97 minutes
- Dates de sortie : 
  -  Italie : 24 octobre 2019
  -  France : 9 juillet 2021

## Distribution
- Claudio Santamaria : Willy
- Valeria Golino : Elisa
- Diego Abatantuono : Mario
- Giulio Pranno : Vincent
- Daniel Vivian : Dragan
- Maruša Majer : Anja
- Tania Garribba : Lorena
- Maria Gnecchi : Danja
- Amila Terzimehic : Kira
- Pasko Vukasovic : Juri

## Distinctions

### Récompense
- 2020 : Meilleure actrice pour Valeria Golino à La Pellicola d'Oro[2]

### Nominations
- 2020 : Meilleure actrice pour Valeria Golino aux David di Donatello[3]
- 2020 : Meilleur réalisateur pour Gabriele Salvatores, meilleur son en prise directe, meilleure bande-son pour Mauro Pagani, meilleure photographie pour Italo Petriccione et meilleur scénario pour Umberto Contarello et Sara Mosetti aux Rubans d'argent[4]
- 2020 : Meilleur réalisateur pour Gabriele Salvatores au Ciak d'oro[5]